# Фермонт (Илиноис)
Фермонт (енгл. Fairmont) насељено је место без административног статуса у америчкој савезној држави Илиноис.

## Демографија
По попису из 2010. године број становника је 2.459, што је 104 (-4,1%) становника мање него 2000. године.
| Група             | 2000.         | 2010.         |
| Белци             | 839 (32,7%)   | 710 (28,9%)   |
| Афроамериканци    | 1.374 (53,6%) | 1.138 (46,3%) |
| Азијати           | 12 (0,5%)     | 9 (0,4%)      |
| Хиспаноамериканци | 279 (10,9%)   | 555 (22,6%)   |
| Укупно            | 2.563         | 2.459         |